# Courtella malawi
Courtella malawi är en stekelart som beskrevs av Wiebes 1990. Courtella malawi ingår i släktet Courtella och familjen fikonsteklar.
Artens utbredningsområde är Malawi. Inga underarter finns listade i Catalogue of Life.